# تشيزاري جونز
تشيزاري جونز (من مواليد 16 أغسطس عام 1908،  في ترييستي مملكة إيطاليا -وتوفى في  8 أغسطس عام 1995، ترييستي مملكة إيطاليا) هو لاعب كرة قدم إيطالي سابق كان يلعب كمهاجم.